# Grand Prix d'Oran
Le Grand Prix d'Oran, est une course cycliste sur route masculine algérienne. Créé en 2014, il est disputé juste après le Tour international d'Oranie. Cette course fait partie depuis sa création de l'UCI Africa Tour, en catégorie 1.2.

## Palmarès
| Année | Vainqueur     | Deuxième        | Troisième               |
| ----- | ------------- | --------------- | ----------------------- |
| 2014  | Adil Barbari  | Hichem Chaabane | Thomas Rabou            |
| 2015  | Janvier Hadi  | Fayçal Hamza    | Amanuel Ghebreigzabhier |
| 2016  | Tomas Vaitkus | Joseph Areruya  | Adil Barbari            |
| 2024  | Nassim Saidi  | Aiman Cahyadi   | Tillman Sarnowski       |